# Ameland
Ameland (en frisón it Amelân) es una de las islas Frisias situadas entre el mar del Norte y el mar de Frisia. Al oeste tiene Terschelling y al este Schiermonnikoog. Forma además un municipio de la provincia de Frisia y una en los Países Bajos.
Ocupa una superficie de 268,50 km², de los cuales 58,83 km² corresponden a tierra firma (esencialmente dunas) y los restantes 209,67 a agua. Contaba con 3.569 habitantes el 1 de enero de 2013. Tiene cuatro núcleos de población: Ballum, Buren, Hollum y Nes.

## Enlaces externos

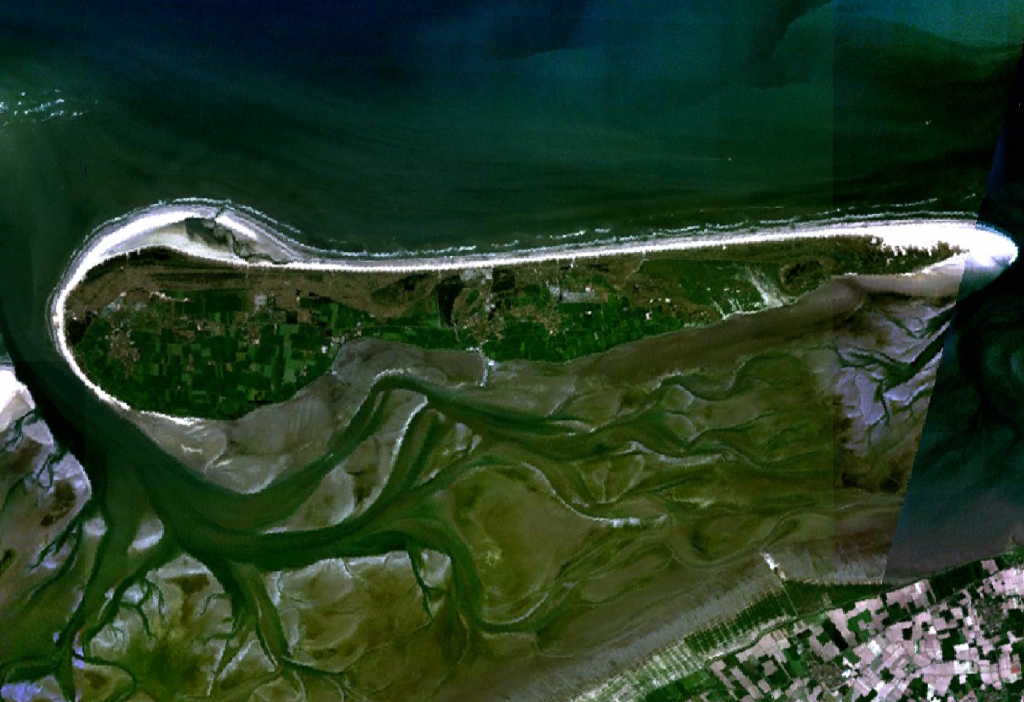
Vista de la isla desde un satélite